# Referenslitteratur

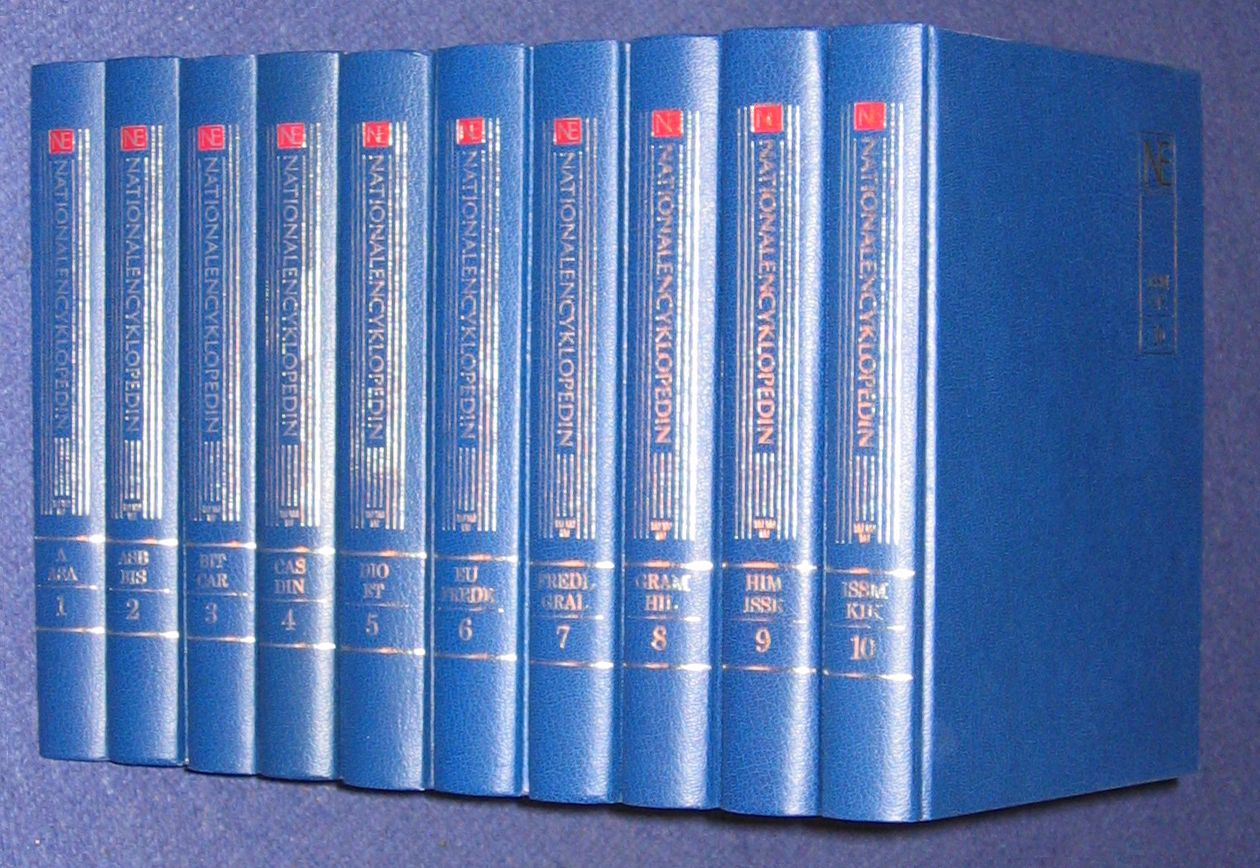
Uppslagsverket "Nationalencyklopedin".

Referenslitteratur är facklitteratur som framför allt används för att söka reda på enskilda fakta vid studier, forskning eller annat arbete.
Till referenslitteratur hör uppslagsverk, kartor, formelsamlingar och tabeller. Tillsammans kan de ingå i ett referensbibliotek.